# 圣马丁莱斯特拉
圣马丹莱斯特拉（法語：Saint-Martin-Lestra，法語發音：[sɛ̃ maʁtɛ̃ lɛstʁa]）是法国卢瓦尔省的一个市镇，位于该省中部偏东，属于蒙布里松区。

## 地理
圣马丹莱斯特拉（45°43'15"N, 4°21'16"E）面积16.33 平方千米，位于法国奥弗涅-罗讷-阿尔卑斯大区卢瓦尔省，该省份为法国中南部省份，北起顺时针与索恩-卢瓦尔省、罗讷省、伊泽尔省、阿尔代什省、上盧瓦爾省、多姆山省和阿列省接壤。
与圣马丹莱斯特拉接壤的市镇（或旧市镇、城区）包括：维里尼厄、圣克莱芒莱普拉斯、埃塞蒂讷昂东济、雅镇、圣巴泰勒米-莱斯特拉。
圣马丹莱斯特拉的时区为UTC+01:00、UTC+02:00（夏令时）。

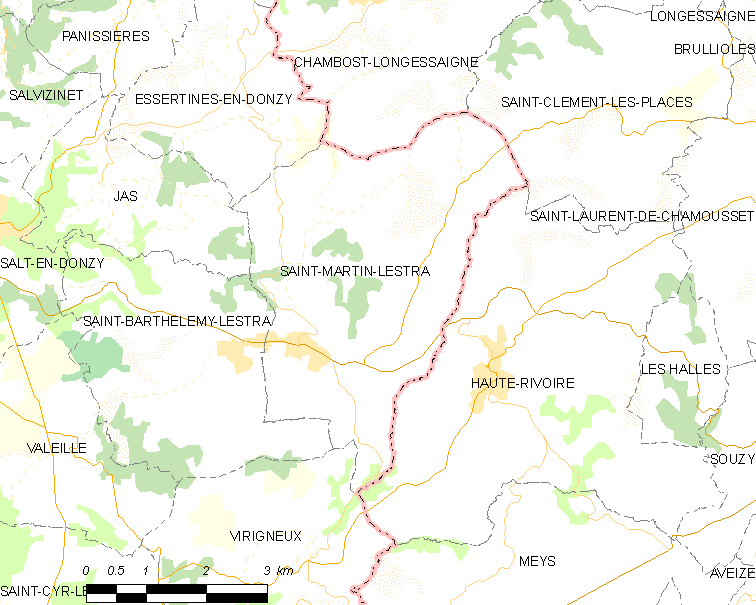
圣马丹莱斯特拉的OSM定位图

## 行政
圣马丹莱斯特拉的邮政编码为42110，INSEE市镇编码为42261。

## 政治
圣马丹莱斯特拉所属的省级选区为弗尔县。

## 人口

1962-2008年间圣马丹莱斯特拉人口变化图示

圣马丹莱斯特拉于2022年1月1日时的人口数量为926人。